# Xorides calidus
Xorides calidus är en stekelart som först beskrevs av Léon Abel Provancher 1886.  Xorides calidus ingår i släktet Xorides och familjen brokparasitsteklar. Inga underarter finns listade i Catalogue of Life.